# Le Val-d'Ajol
Le Val-d'Ajol là một xã ở tỉnh Vosges, vùng Grand Est, Pháp. Xã này có diện tích 73,33 km² dân số năm 1999 là 4178 người. Xã này nằm ở khu vực có độ cao từ 328–761 m trên mực nước biển. 
Người dân địa phương danh xưng tiếng Pháp là Ajolais.

## Biến động dân số
| 1962                                         | 1968  | 1975  | 1982  | 1990  | 1999  | 2006 |
| -------------------------------------------- | ----- | ----- | ----- | ----- | ----- | ---- |
| 5 380                                        | 5 802 | 5 573 | 5 229 | 4 877 | 4 452 | 4178 |
| Số liệu từ năm 1962: Dân số không tính trùng |       |       |       |       |       |      |